# جنبش ملی لبنان
جنبش ملی لبنان (LNM) (عربی: الحرکة الوطنیة اللبنانیة)، جبهه‌ای از احزاب و سازمان‌های ناسیونالیست چپ، پان‌عربیست و ملی‌گرایی سوری بود که در سال‌های اولیه جنگ داخلی لبنان فعال بود و از سازمان آزادیبخش فلسطین حمایت می‌کرد. رهبری آن را کمال جنبلاط، رهبر برجسته دروزیِ حزب سوسیالیست ترقی‌خواه (PSP) بر عهده داشت. معاونان آن عنام رعد، رهبر حزب سوسیال ناسیونالیست سوریه و عاصم قانصوه از حزب سوسیالیست بعث عربی لبنانی حامی سوریه بود. دبیرکل LNM محسن ابراهیم، رهبر سازمان اقدام کمونیستی در لبنان (CAOL) بود.